# 茂原下痢症
茂原下痢症（もばらげりしょう）は、1953年（昭和28年）6月に千葉県茂原市一帯で見られた下痢を伴う症状。現在では、ノロウイルスによる集団食中毒と推定されている。

## 発生
1953年6月26日から27日にかけ、千葉県茂原市一帯で下痢症状を訴えるものが続出。27日の茂原市役所の集計では、患者数約4000人、うち重体40人という状況になった。患者が出る前の23日に降雨があったことから、当初は汚染された水道水による集団赤痢と推定されていた。
患者は主として37°Cから38°Cにおよぶ発熱と腹痛、腹鳴をともなう1日4 - 5回程度の水様下痢を訴え、ときには嘔吐をともなうものもあったが、便に粘液や血液が混じることはほとんどなく、しぶり腹を訴えた例もなかった。臨床症状が赤痢とは異なることや、既知の病原菌が検出されなかったことから、発生後間もなく非細菌性の流行性下痢症であると推定された。また、広範囲にわたり同時爆発的に起こってること、患者発生地域と水道の給水域がほぼ一致することから、水道水汚染が早くから疑われた。なお、水道の水源地（長柄村）が水田地帯に近接しているため、殺虫剤のホリドール（パラチオン）が水道水に混入した可能性も検討されたが、これは水質検査の結果否定された。

## 調査と対策、終焉
病原体が細菌ではなくウイルスである疑いが強くなったことから、千葉県当局と厚生省の協議に基づき、厚生省、国立公衆衛生院、日本医科大学、国立予防衛生研究所、東京都立駒込病院の各職員からなる特別調査団が6月29日に派遣された。
学生、若手職員らがボランティアになり、患者の便材料を実際に飲んで感染することを確認。上水道の水源が汚水で汚染されていたことが確実になった。現地調査の結果、壊れた汚水桝から汚水が水田の排水路、さらに上水道水源に流れ出たこと、また上水道浄化施設の塩素注入機が故障していたことが判明。速やかに汚水桝を修復して塩素注入器を運転させた結果、下痢の流行は収束した。なお、当時は電子顕微鏡が開発される以前であり、ウイルスを原因とするものと推定されたものの確認には至らなかった。

## 「茂原下痢症」の命名
最終的な罹患者数は7,191名（うち茂原市5,139名、長柄村568名）で、水道汚染による集団下痢としては1937年（昭和12年）の大牟田爆発赤痢事件に次ぐ規模のものとされた。一方で、経過はおおむね軽症であり、重症者や死者は見られなかった。また、二次感染も確認されなかった。
交差免疫実験の結果、病原体は、それまでに知られていた伝染性下痢症ウイルスとは免疫学的に異なる未知のウイルスであることが判明した。厚生省・千葉県・茂原市三者の共同による報告書（『茂原下痢症』千葉県衛生部、1954年）の編纂に際し、疾患名は「茂原下痢症」、その病原体は「茂原下痢症ウイルス」とそれぞれ命名された。この際、国立予防衛生研究所副所長の小島三郎は、「将来全世界に紹介さるべき新しい疾患の名称として，渺たる一地方都市の名前をつけるのは妥当ではないように思う。むしろ県名をつけて“千葉下痢症”と呼ぶべきではないか」と主張したが、千葉県衛生部予防課長の相良貞直らから、県と同名の市がありまぎらわしく、また、以前から「茂原下痢症」という名前が使われてきたこと、などを理由に反対を受け、茂原下痢症に決定したという。